# باتانگا (زیمتنگا)
باتانگا شهری در شهرستان زیمتنگا در استان بام در بورکینافاسوی شمالی است و جمعیت آن ۷۸۳ نفر است.